# Svenska nationalkommittén för genealogi och heraldik
Svenska nationalkommittén för genealogi och heraldik, SNGH, är en kommitté i form av ideell förening, bestående av experter inom genealogi och heraldik med uppgift att hålla kontakt med internationella organisationer på området. Kommittén står under insyn av Kungliga Vitterhets Historie och Antikvitets Akademien och representerar Sverige inom Confédération Internationale de Généalogie et d'Héraldique.
Kommittén bildades 1971 av landshövding Carl Hamilton, greve Carl Bernadotte af Wisborg, riksarkivarie Ingvar Andersson, överste Börje Furtenbach, historikern Wilhelm Tham och statsheraldiker Gunnar Scheffer.
Enligt stadgarna från år 2001 ska kommittén bestå av minst åtta, högst tolv ledamöter, som representerar Kungl. Maj:ts orden, Kungliga Vitterhetsakademien, Riksarkivet, Försvarets traditionsnämnd, Genealogiska Föreningen, Sveriges ridderskap och adel, samt Ointroducerad adels förening. Övriga ledamöter, vilka utses av kommittén själv, ska representera olika organ och organisationer inom områdena genealogi och heraldik.

## Ledamöter

### Nuvarande
- Henrik Klackenberg (ordförande)
- Davor Zovko (sekreterare)
- Niclas von Rothstein (skattmästare)
- Michael Lundholm
- Göran Mörner
- Staffan Rosén
- Per Sandin
- Leif Ericsson
- Leif Törnquist
- Vladimir Sagerlund
- Karin Tetteris
- Peter af Trampe

### Förutvarande
- Per Nordenvall
- Carl Michael Raab
- Fredrik Löwenhielm
- Lars Wikström
- Ingemar Carlsson
- Göran Dahlbäck
- Ian Hamilton
- Bengt Olof Kälde
- Bo Johnson Theutenberg
- Adam Heymowski
- Hans Gillingstam
- Jan Liedgren
- Lars Olof Skoglund
- Erland Ringborg

## Publikationer
- Lars Wikström, red (1996). Genealogica & Heraldica : Report of the 20th International Congress of Genealogical and Heraldic Sciences in Uppsala 9 - 13 August 1992. Uppsala. ISBN 91-630-4667-9
- Nordisk heraldisk terminologi. Lomma. 1987. ISBN 91-970689-1-8